# Leiocephalus onaneyi
Leiocephalus onaneyi (гуантанамська ігуана-крутихвіст) — вид ігуаноподібних ящірок родини Leiocephalidae. Ендемік Куби. Вид названий на честь кубинського ботаніка Онанея Муньїса.

## Поширення і екологія
Гуантанамські ігуани-крутихвости відомі з типової місцевості, розташованої в околицях Ломи-де-Мокамбо в провінції Гуантанамо на сході Куби. Вони живуть в сухих прибережних чагарниках, серед карстових скель, на висоті від 160 до 200 м над рівнем моря. Відкладають яйця.

## Збереження
МСОП класифікує цей вид як такий, що перебуває на межі зникнення. Leiocephalus onaneyi загрожує знищення природного середовища.